# Slovo a slovesnost
Slovo a slovesnost („słowo i twórczość słowna”) – czeskie czasopismo językoznawcze, założone w roku 1935 przez Praskie Koło Lingwistyczne. Wydawane cztery razy w roku przez Instytut Języka Czeskiego Akademii Nauk Republiki Czeskiej. Uchodzi za jedno z najbardziej prestiżowych czeskojęzycznych czasopism, które publikują artykuły z zakresu językoznawstwa ogólnego i pokrewnych dyscyplin. Zajmuje się semiotyką, semantyką, gramatyką, pragmatyką, socjolingwistyką, psycholingwistyką, lingwistyką tekstu, teorią przekładu itd.
Początkowo czasopismo publikowało wkład z zakresu językoznawstwa ogólnego, bohemistyki i literaturoznawstwa, zwłaszcza na polu problematyki języka poetyckiego i stylistyki. Wykorzystywano metody językoznawstwa strukturalnego i funkcjonalnego, rozwijanego przez Praskie Koło Lingwistyczne. Oprócz artykułów na łamach czasopisma pojawiały się referaty o najnowszych pracach lingwistycznych, a także wykładach Praskiego Koła Lingwistycznego. Później czasopismo stało się organem Czechosłowackiej Akademii Nauk.